# Ґотамі Віракун
Ґотамі Віракун (синг. ගෝතමී වීරකෝන් ) — ботанікиня, ліхенологиня та екологиня зі Шрі-Ланки.

## Раннє життя та освіта
Після завершення початкової освіти в Devi Balika Vidyalaya в Коломбо, вона навчалася в Університеті Коломбо, здобувши ступінь доктора філософії в 2013 році в Університеті Шрі Джаяварденепура. Вона стала найактивнішою дослідницею лишайників Шрі-Ланки.

## Кар'єра
Вона провела дослідження південноазійських лишайників, виявивши понад 100 нових видів, ендемічних для Шрі-Ланки. Деякі з видів, які вона виявила, включають Heterodermia queesnberryi і Polymeridium fernandoi. У 2015 році вона написаладослідження «Чарівні лишайники Шрі-Ланки», в якому наведено факти про види лишайників, ендемічні для Шрі-Ланки. Зараз вона працює старшою кураторкою відділу лишайників і слизу в Музеї природної історії Лондона, а також у чайному бренді Dilmah.

## Нагороди та визнання
Вона є першою вченою із Південної Азії, яка отримала щорічну нагороду грантоотримувачки від Національного географічного товариства.